# Wassili Wassiljewitsch Rosanow

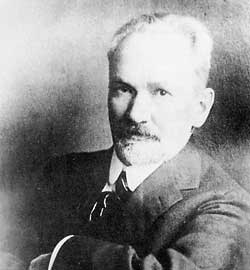
Wassili Wassiljewitsch Rosanow

Wassili Wassiljewitsch Rosanow (russisch Василий Васильевич Розанов; wissenschaftlich Vasilij Vasil’evič Rozanov; Betonung: Wassíli Wassíljewitsch Rósanow; * 20. Apriljul. / 2. Mai 1856greg. in Wetluga; † 5. Februar 1919 in Sergijew Possad) war ein russischer Religionsphilosoph und Publizist.

## Leben
Rosanow wurde in ärmliche Verhältnisse hineingeboren und wuchs in der Provinz auf. Sein Vater starb bereits, als er fünf Jahre alt war. Rosanow besuchte das Gymnasium in Kostroma und Simbirsk. In seinem 14. Lebensjahr starb auch seine Mutter, die ihn sehr lieblos behandelt hatte. Während seines Philologiestudiums an der Lomonossow-Universität in Moskau, dessen Inhalte er eher als zufällig und langweilig erlebte, verliebte er sich in die fast zwanzig Jahre ältere Polina Suslowa (1839–1918). Die ehemalige Geliebte Dostojewskis verkörperte für Rosanow aufgrund ihres energischen und leidenschaftlichen Temperaments den typischen russischen Volkscharakter. Er heiratete sie noch während des Studiums.
Nach fünf turbulenten Ehejahren wurde er von seiner Frau verlassen. Nach dem Studium unterrichtete Rosanow an einem Gymnasium im Süden Russlands. An dieser Tätigkeit fand er keinen Gefallen. Seine gesamte Energie steckte er stattdessen in das Verfassen seines ersten philosophischen Werks „Über das Verstehen“. Mit einer Auflage von 600 Stück gab Rosanow dieses Schriftstück auf eigene Kosten heraus, wofür er ein ganzes Jahresgehalt als Gymnasiallehrer aufbringen musste. Die ausbleibende Reaktion auf sein Buch enttäuschte Rosanow und zeigte ihm, dass man von der Philosophie in Russland nicht leben kann. Daher entschied er sich für eine Laufbahn als Publizist. Erste Zeitschriftenartikel erschienen von ihm im konservativen „Russischen Boten“, von 1899 bis 1917 auch in „Die neue Zeit“, sowie in Kunstzeitschriften „Die Welt der Kunst“, „Das goldene Vlies“ und „Die Waage“. Auch privat änderte sich sein Leben. 1891 heiratete er ein zweites Mal, und zwar Warwara Dmitriewna Butjagina (1864–1923), eine sehr schlichte, tief gläubige Frau. Eine kirchliche Hochzeit konnte jedoch nicht stattfinden, da seine erste Frau einer Scheidung nicht zustimmte. Vermutlich verschärfte der Umstand, dass Rosanows zweite Ehe keinen kirchlichen Segen erhielt, die Kritik des jungen Publizisten an der strikten Haltung der Kirche im Eherecht, was literarisch in dem Werk „Das dunkle Antlitz – Metaphysik des Christentums“ (1911) zum Ausdruck kommt.
Rosanow veröffentlichte Arbeiten über Probleme der Ehe und des Familienlebens. Die Verbindung mit seiner zweiten Frau, aus der fünf Kinder hervorgingen, verlief glücklicher. 1893 zog Rosanow nach Sankt Petersburg um. Dort organisierte er sogenannte „jours fixes“, abendliche Treffen an Sonntagen, für die er hauptsächlich die Petersburger Intelligenz zu Diskussionen einlud. Nicht nur durch diese regelmäßigen Treffen, sondern auch auf Grund seiner zahlreichen Publikationen gewann Rosanow an Popularität.
Die sprachlich-künstlerische Darstellung hatte für Rosanow einen noch viel größeren Stellenwert als der eigentliche Inhalt seiner Werke. Nach eigener Aussage fürchtete er sich weniger davor, einen Fehler im Denken zu begehen, als ein schlechter Künstler seines eigenen Gedankens zu sein.
1894 verfasste er eine Studie über Dostojewski mit dem Titel „Dostojewski und seine Legende vom Großinquisitor“. Diese erste bedeutende Darstellung des berühmten russischen Autors wurde von den Kritikern Rosanows allerdings teilweise scharf abgelehnt. Großen Erfolg hingegen hatte Rosanow mit der 1912 erschienenen Sammlung seiner Aphorismen unter dem Titel „Solitaria“. Dieses Projekt setzte er von 1913 bis 1915 in dem Werk „Abgefallene Blätter“ fort. In diesen Schriften zeigt sich Rosanows spät entwickelter fragmentarischer Schreibstil, der seine ausdrucksstarken Formulierungen besonders gekonnt zur Geltung bringt.
Am 26. Januar 1914 trat Rosanow offiziell aus der Religiös-Philosophischen Gesellschaft aus. Zuvor hatten Dmitri Sergejewitsch Mereschkowski und Filossofow wegen Rosanows Äußerungen in seinen Veröffentlichungen zur Beilis-Affäre seinen Ausschluss gefordert, was jedoch von den übrigen Mitgliedern nicht unterstützt wurde. Beilis war ein in Kiew als angeblicher Mörder eines christlichen Jungen angeklagter jüdischer Arbeiter. Rosanow räumte in einem seiner Artikel die Möglichkeit eines Ritualmords ein und bezeichnete den getöteten Jungen als christlichen Märtyrer. Der Austritt aus dieser Gemeinschaft sorgte dafür, dass bis auf Pawel Florenski die meisten Freunde und Bekannten den Kontakt zu Rosanow abbrachen. Auch seine finanzielle Situation verschlechterte sich, da seine Artikel nicht mehr gedruckt wurden. Als Trotzreaktion verfasste Rosanow die vier antisemitischen Pamphlete „Die olfaktorische und taktile Beziehung der Juden zum Blut“, „In der Nachbarschaft von Sodom (Die Ursprünge Israels)“, „‚Der Engel Jehovas‘ bei den Juden (Die Ursprünge Israels)“ und „Europa und die Juden“. Bereits im Jahr 1917 ordnete Rosanow allerdings die Vernichtung der noch nicht verkauften Exemplare dieser vier Schriften an.
Als überzeugter Monarchist und Gegner der Oktoberrevolution floh er mit seiner Familie in ein Dorf nahe dem Dreieinigkeits-Sergius-Kloster. Dort gehörte er der religiösen Bewegung der „Gottsucher“ an und verfasste das Werk „Apokalypse unserer Zeit“, in dem er seine kritische Position zur Machtübernahme der Bolschewiken darlegte. In diesem Ort starb Wassilij Rosanow am 5. Februar 1919.
1925 erschien postum sein Buch „Die Apokalypse unserer Zeit“, das Rosanow 1918 verfasst hatte. Darin schrieb er:

„Unter Rasseln, Knarren und Kreischen senkt sich ein eiserner Vorhang auf die russische Geschichte [...] herab. Die Vorstellung geht zu Ende.“

Mit dem Begriff „Eiserner Vorhang“ bezeichnete Rosanow die Isolation Sowjetrusslands vom Rest Europas durch die Bolschewiki. Nach 1945, während des Kalten Krieges, nahm der Begriff eine neue Bedeutung an.

## Einstellung zur Religion
Rosanow veränderte seine ideologischen Standpunkte im Laufe seines Lebens radikal. Dies zeigt sich auch im Wandel seiner konfessionellen Präferenzen. Während er 1899 das Christentum als lebensbejahende und fröhliche Religion bewertete, kam später die weltabgewandte Seite der Orthodoxie hinzu: „Nur dem Osten war es gegeben, das Antlitz Christi aufzunehmen. Und der Osten sah, daß dieses Antlitz von unendlicher Schönheit und von unendlicher Traurigkeit war.“
Zwischenzeitlich betrachtete er sogar das Judentum als dem Christentum gegenüber vitaler: „Im Geschlecht liegt die Kraft, das Geschlecht ist die Kraft. Die Juden sind mit dieser Kraft vereint, während die Christen von ihr abgetrennt sind. Dies ist der Grund, weshalb die Juden die Christen besiegen.“
Zwei Jahre vor seinem Tod widmete er sich in dem Buchprojekt „Östliche Motive“ auch der ägyptischen Religion, wobei die Ägypter für ihn die eigentlichen Begründer des religiösen Bewusstseins waren: „Die Griechen und Römer haben mich nie angezogen, die Juden nur zeitweise – und, wie mir später bewusst wurde, sie zogen mich nur durch den Abglanz an, der von Ägypten her auf sie fiel. Die Wurzel von allem befindet sich in Ägypten. Das Fundament für die Religion wurde in Ägypten gelegt.“
In seinem Werk „Abgefallene Blätter“ wird klar, dass Rosanow trotz seiner Religionskritik gläubig geblieben ist. Er beschreibt darin, mit welcher Intensität und Breite er sich mit verschiedenen Themen und somit auch mit der Religion auseinandergesetzt hat: „Ich habe viele Themen im Fluge gestreift, doch mich bei keinem aufgehalten. Der Flug selbst – das ist mein Leben. Die Themen sind 'wie im Traum'. Eines, ein anderes…viele…und alle vergessen. Bis zum Grabe habe ich sie alle vergessen. Im Jenseits werde ich ohne Themen sein. Gott wird mich fragen: – Nun, was hast du gemacht? – Nichts.“

## Russische Werke
- Apokalipsitscheskaja sekta. (Chlysty i skopzy), St. Petersburg 1914
- Apokalipsis naschego wremeni, hg. von A. N. Nikoljukin und M. M. Beljajew, Moskau 2000
- Biblejskaja poesija, St. Petersburg 1912
- Tschernyj ogon, Paris 1991
- Dekadenty, St. Petersburg 1904
- Estetitscheskoje ponimanije istorii, hg. von A. N. Nikoljukin und P. P. Apryschko, Moskau 2009, ISBN 978-5-94668-068-4
- Ewropa i ewrei, St. Petersburg 1914
- Italjanskie wpetschatlenija, St. Petersburg 1909
- Is wostotschnych motiwow, 3 Hefte, Petrograd 1916f
- Judaism. Stati i otscherki 1898-1901 gg., hg. von A. N. Nikoljukin und P. P.Apryschko, Moskau 2009, ISBN 978-5-94668-065-3
- Kogda natschalstwo uschlo…, hg. von A. N. Nikoljukin und M. M. Beljajew, Moskau 1997
- Krasota w prirode i eja smysl, Moskau 1894
- Kukcha. Rosanowy pisma, hg. von A. M. Remisow, New York 21978
- Legenda o Welikom inkwisitore F.M.Dostoewskogo. Literaturnye otscherki, hg. von A. N. Nikoljukin und M. M. Beljajew, Moskau 1996
- Listwa. Ujedinennoje. Opawschije listja, hg. von A. N. Nikoljukin und P. P. Apryschko, Moskau 2010, ISBN 978-5-94668-072-1
- Literaturnyje isgnanniki. Bd. 1: N. N. Strachow. K. N. Leontew, hg. von A. N. Nikoljukin und M. M. Beljajew, Moskau 2001
- Literaturnyje isgnanniki. Bd. 2: P. A. Florenski. S. A. Račinski. J. N. Goworucha-Otrok. W. A. Mordinova, hg. von A. N. Nikoljukin und P. P. Apryschko, Moskau 2010, ISBN 978-5-94668-069-1
- Literaturnye otscherki, St. Petersburg 21902
- Ljudi lunnogo sweta. Metafisika christianstwa, St. Petersburg 21913, Moskau 1990
- Mimoletnoe. Tschernyj ogon, hg. von A. N. Nikoljukin und V. G. Golobokow, Moskau 1994
- Miniatjury, Vorwort und hg. von A. N. Nikoljukin, Biblioteka moich detej. Russkie mysliteli, Moskau 2004
- Mysli o literature, Einleitung, hg. und Kommentar von A. N. Nikoljukin, Ljubiteljam rossijskoj slowesnosti. Is literaturnogo nasledija, Moskau 1989
- Na fundamente proschlogo, hg. von A. N. Nikoljukin und P. P. Apryschko, Moskau 2007, ISBN 978-5-94668-053-0
- Nesowmestimye kontrasty schitija. Literaturno-estetitscheskie raboty rasnych let, Einleitung von W. W. Erofeew, Kommentar von O. Dark, Istorija estetiki w pamjatnikach i dokumentach, Moskau 1990
- Okolo zerkownych sten, hg. von A. N. Nikoljukin und V. G. Golobokow, Moskau 1995
- Okolo narodnoj duschi, hg. von A. N. Nikoljukin und M. M. Beljajew, Moskau 2003
- O legende „Welikij inkwisitor“, in: O Welikom inkwisitore, hg. von J. N. Seliwerstow, Moskau 1991, 73-183
- O podrasumewaemom smysle naschej monarchii, St. Petersburg 1912
- Opawschie listja, 2 Bde., St. Petersburg 1913, 1915
- O pisatelstwe i pisateljach, hg. von A. N. Nikoljukin und V. G. Golobokow, Moskau 1995
- O ponimanii. Opyt issledowanija prirody, graniz i wnutrennjago stroenija nauki, kak zelnago snanija, Moskau 1886, St. Petersburg 1995
- O Puschkine. Esse i fragmenty, hg., Einleitung, Kommentar und Register von W. G. Sukatsch, Literaturnye isgnanniki, Moskau 1999
- O sebe i schisni swoej, hg. von W. G. Sukatsch, Golosa wremen, Moskau 1990
- Poslednie listja. Wojna 1914 goda i russkoe wosroschdenie, hg. von A. N. Nikoljukin und M. M. Beljajew, Moskau 2000
- Priroda i istorija. Sbornik statej, St. Petersburg 1900, Moskau 2008, ISBN 978-5-94668-058-5
- Prisnaki wremeni. Pisma k A.S.Suworinu, hg. von A. N. Nikoljukin und M. M. Beljajew, Moskau 2006, ISBN 978-5-9265-0307-1
- Religija, filosofija, kultura, Moskau 1992
- Religija i kultura. Sbornik statej, hg. von P. P. Perzow, St. Petersburg 1899, Paris 1979, Moskau 2008, ISBN 978-5-94668-064-6
- Russkaja Zerkov. Duch. Sudba. Otscharowanie i nitschtoschestwo. Glawnyj wopros, St. Petersburg 1909
- Russkaja gosudarstwennost i obschtschestwo, hg. von A. N. Nikoljukin und M. M. Beljajew, Moskau 2003
- Sacharna, hg. von A. N. Nikoljukin und V. G. Golobokow, Moskau 1998
- Semejnyj wopros w Rossii, hg. von A. N. Nikoljukin und M. M. Beljajew, Moskau 2004
- Smertnoe, St. Petersburg 1913, Literaturnye isgnanniki, Moskau 2004
- Sredi chudoschnikow. Italjanskie wpetschatlenija, hg. von A. N. Nikoljukin und W. G. Golobokow, Moskau 1994
- Staraja i molodaja Rossija, hg. von A. N. Nikoljukin und M. M. Beljajew, Moskau 2004
- Sumerki prosweschtschenija, St. Petersburg 1899, hg. von W. N. Schtscherbakow, Moskau 1990
- Teozentrism. Pol. Christianstwo i sozialism. O „Temnom like“ Christa. Ob osuschdenii christianstwom roschdenija, hg. von N. W. Solnzew. In: Russkaja filosofija, Moskau 2001, 301-305
- Terror protiw russkogo nazionalisma, hg. von A. N. Nikoljukin und M. M. Beljajew, Moskau 2005
- Uedinennoe, Moskau 1990
- W mire nejasnogo i nereschennogo. Is wostotschnych motiwow, hg. von A. N. Nikoljukin und W. G. Golobokow, Moskau 1995
- W naschej smute. Pisma k E. F. Gollerbachu, hg. von A. N. Nikoljukin und M. M. Beljajew, Moskau 2004
- W tschady wojny, hg. von A. N. Nikoljukin und W. N. Djaditschew, Moskau 2008, ISBN 978-5-94668-057-8
- Wo dwore jasytschnikow, hg. von A. N. Nikoljukin und M. M. Beljajew, Moskau 1999
- Wojna 1914 goda i russkoe wosroschdenie, Petrograd 1915 (erschienen am 13. November 1914)
- Wosroschdajuschtschijsja Egipet. Apokalipsitscheskaja sekta, hg. von A. N. Nikoljukin und M. M. Beljajew, Moskau 2002
- W temnych religiosnych lutschach. Russkaja zerkov, hg. von A. N. Nikoljukin und V. G. Golobokow, Moskau 1994
- Sagadki russkoj prowokazii, hg. von A. N. Nikoljukin und Beljajew, Moskau 2005

Deutsche Übersetzungen
- Eveline Passet (Übersetzung, Kommentar, Nachwort): Abgefallene Blätter. Prosa. (Die andere Bibliothek, 133) Eichborn, Frankfurt am Main 1996, ISBN 3-8218-4133-8[15]
- „Das dunkle Antlitz“ – Metaphysik des Christentums. Apokalypse unserer Zeit. In: Nicolai von Bubnoff (Hg. und Übersetzer): Russische Religionsphilosophen, Bd. 1: Das dunkle Antlitz. Hegner, Köln 1966, S. 101–200
- U. Werner (Übers.): Der russische Nil (1907). In: W. Rosanow, F. Gorenstein, S. Margolina (Vorwort): Abschied von der Wolga. Rowohlt, Berlin 1992, ISBN 3-87134-018-9 S. 23–113
- J. Melnik (Hg.): Die Kirche. In: Russen über Rußland. Frankfurt am Main 1906, S. 180–207
- Alexandra Ramm (Übers.): Dostojewski und seine Legende vom Großinquisitor. Zur Analyse der Dostojewskischen Weltanschauung. Berlin 1924
- Felix Philipp Ingold (Übers.): Gedanken aus dem Hinterhalt. Arche nova, Zürich 1971
- Ulrich Schmid (Übers.): Mondlichtmenschen. In: Russische Religionsphilosophen des 20. Jahrhunderts. Herder, Freiburg 2003, S. 70–92
- Heinrich Andreas Stammler (Vorwort, Übers.): Solitaria. Ausgewählte Schriften [Embryonen. Das wahre Fin de Siècle. Solitaria. Verwehte Blätter. Die Apokalypse unserer Zeit]. Diogenes Verlag, detebe-Klassiker 21301, Zürich 1985, ISBN 3-257-21301-8
- Das Ende der Zeiten (Aus der „Apokalypse unserer Zeit“). In: Orient und Occident, Heft 16/Juni 1934, S. 31–36.